# Honoré Daumier
Honoré Daumier (født 26. februar 1808, død 10. februar 1879), var en fransk karrikaturtegner og maler.
Han var født i Marseille, og viste i sin ungdom en uimodståelig lyst til den kunstneriske profession, hvilket hans far forgæves prøvede at forhindre ved at anbringe ham først hos en retsbetjent og siden hos en boghandler. Da han mestrede den litografiske teknik, begyndte Daumier sin kunstneriske karriere ved at fremstille plader for musikforlæggere og illustrationer til reklamer, efterfulgt af anonyme værker for forlæggere, i hvilke han fulgte Charlets stil og viste betydelig entusiasme for Napoleon-legenden. Da Charles Philipon (under Louis Philippe's regeringstid) startede det underholdende tidsskrift La Caricature, fik Daumier en plads i staben, som omfattede så dygtige kunstnere som Devéria, Raffet og Grandville, og han begyndte sin grafiske kampagne med bitter satire over borgerskabets svaghed, korruptionen i politiet og regeringens inkompetence. Hans karikatur af kongen som Gargantua førte til, at Daumier kom i fængsel i 6 måneder i 1832. Snart efter blev udgivelsen af La Caricature indstillet, men Philipon leverede et nyt medium for Daumiers produktion, da han grundlagde Le Charivari. Daumier tegnede sine sociale karikaturer for Le Charivari hvor han gjorde det det borgerlige samfund til grin med figuren Robert Macaire, helt i et populært melodrama. I en anden serie, L'histoire ancienne tog han sigte mod en pseudo-klassicisme, som holdt samtidens kunst i sine lænker. I 1848 tog Daumier atter fat på sin politiske kampagne, stadig i tjeneste for Le Charivari, som han forlod i 1860 og vendte tilbage til i 1864. På trods af hans omfattende arbejde indenfor karikatur-feltet – listen over Daumier's litografiske værker rummer ikke færre end 3958 plader – var han også maler. Ud over den søgende ærlighed i hans vision og den stærke direkthed i hans penselstrøg, ville det være svært at genkende skaberen af Robert Macaire, Les Bas bleus, Les Bohémiens de Paris og Masques i malerierne af Kristus og hans apostle (Rijksmuseum i Amsterdam), eller Den gode samaritaner, Don Quixote og Sancho Panza, Kristus bespottes, eller endda i tegningerne i Ionides samlingen i South Kensington.
Men som maler fik Daumier, en af naturalismens pionerer, ingen succes før et år før sin død i 1878, da M. Durand Ruel samlede hans værker til en udstilling i sit galleri og viste omfanget af det talent, der er blevet kaldt karikatur-kunstens Michelangelo. På det tidspunkt var Daumier blind og boede i en hytte i Valmondois, som Corot stillede til hans rådighed. Han døde sammesteds.
En udstilling af hans værker blev holdt på École des Beaux-Arts i år 1900.